# Aartsbisdom Caracas
Het aartsbisdom Caracas (Latijn: Archidioecesis Caracensis o S. Iacobi in Venezuela) is een rooms-katholiek aartsbisdom met als zetel Caracas, in Venezuela. De aartsbisschop van Caracas is metropoliet van de kerkprovincie Caracas, waartoe ook de volgende suffragane bisdommen behoren:
- Guarenas
- La Guaira
- Los Teques
- Petare

## Geschiedenis
Het aartsbisdom werd opgericht op 21 juni 1531, als het bisdom Coro, uit delen van het bisdom Santo Domingo, en was suffragaan aan het aartsbisdom Sevilla. Op 12 februari 1546 veranderde het van kerkprovincie en werd suffragaan aan het nieuw verheven aartsbisdom Santo Domingo. Op 20 juni 1637 werd het bisdom hernoemd naar bisdom Caracas. Op 27 november 1803 werd het verheven tot metropolitaan aartsbisdom. 

## Parochies
Het aartsbisdom had in 2021 een oppervlakte van 814 km2 en telde 4.395.530 inwoners waarvan 85,3% rooms-katholiek was.

## Ordinarii

### Bisschoppen
- Rodrigo de Bastidas y Rodriguez de Romera (21 juni 1531 - 6 juli 1541)
- Miguel Jerónimo de Ballesteros (22 augustus 1546 - 1555)
- Juan de Simancas Simancas (12 juni 1556 - 5 december 1561)
- Pedro de Ágreda Sánchez Martín (27 juni 1561 - 1580)
- Juan Manual Martínez de Manzanillo (23 maart 1583 - 1 januari 1592)
- Pedro Mártir Palomino (1 juli 1594 - 22 februari 1596)
- Domingo de Salinas (10 november 1597 - 10 juni 1600)
- Domingo de Oña (27 augustus 1601 - 27 juni 1605)
- Antonio de Alzega (12 december 1605 - 13 mei 1610)
- Juan Bartolomé de Bohorquez e Hinojosa (17 juli 1611 - 13 november 1617)
- Gonzalo de Angulo (20 november 1617 - 17 mei 1633)
- Juan López de Agurto de la Mata (20 november 1634 - 24 december 1637)
- Mauro Diego de Tovar y Valle Maldonado (3 oktober 1639 - 16 december 1652)
- Alonso de Briceño (18 augustus 1653 - 16 november 1668)
- Antonio González de Acuña (17 november 1670 - 22 februari 1682)
- Diego de Baños y Sotomayor (15 februari 1683 - 15 mei 1706)
- Francisco del Rincón (26 februari 1714 - 5 oktober 1716; aartsbisschop op persoonlijke titel)
- Juan José de Escalona y Calatayud (15 maart 1717 - 15 november 1728)
- José Félix Valverde (15 november 1728 - 24 november 1738)
- Juan García Abadiano (19 december 1738 - 6 mei 1747)
- Manuel Jiménez Bretón (16 september 1748 - 30 maart 1749)
- Manuel Machado y Luna (22 september 1749 - 29 januari 1752)
- Francisco Julián Antolino (25 september 1752 - 6 augustus 1755)
- Diego Antonio Díez Madroñero (24 mei 1756 - 3 februari 1769)
- Mariano Martí (29 januari 1770 - 20 februari 1792)
- Juan Antonio Viana (24 september 1792 - 14 augustus 1798)

### Aartsbisschoppen
- Francisco de Ibarra y Herrera (14 december 1798 - 19 september 1806)
- Narciso Coll y Prat (11 januari 1808 - 19 april 1822)
  - Domingo de Silos Santiago Apollinario Moreno (apostolisch administrator: 16 maart 1818 - 21 maart 1825)
- Ramón Ignacio Méndez (21 mei 1827 - 6 augustus 1839)
- Juan Antonio Ignacio Fernández Peña y Angulo (15 juli 1841 - 18 januari 1849)
- Silvestre Guevara y Lira (27 september 1852 - 6 juli 1876)
- José Antonio Ponte (29 september 1876 - 6 november 1883)
- Críspulo Uzcátegui (13 november 1884 - 31 mei 1904)
- Juan Bautista Castro (31 mei 1904 - 7 augustus 1915; coadjutor sinds 30 december 1903)
- Felipe Rincón González (10 augustus 1916 - 13 mei 1946)
  - Nicolás Eugenio Navarro (hulpbisschop: 9 februari 1943 - 6 november 1960)
- Lucas Guillermo Castillo Hernández (13 mei 1946 - 9 september 1955; coadjutor sinds 10 november 1939)
- Rafael Ignacio Arias Blanco (9 september 1955 - 30 september 1959; coadjutor sinds 23 april 1952)
  - Ramón J. Lizardi (hulpbisschop: 25 mei 1956 - 30 juli 1972)
- José Humberto Quintero Parra (31 augustus 1960 - 24 mei 1980)
  - José Rincón Bonilla (hulpbisschop: 1961 - 14 mei 1984)
  - Luis Eduardo Henríquez Jiménez (hulpbisschop: 12 mei 1962 - 9 november 1972)
  - Jesús Maria Pellin (hulpbisschop: 13 juli 1965 - 19 november 1969)
  - Ramón Ovidio Pérez Morales (hulpbisschop: 2 december 1970 - 20 mei 1980)
  - Marcial Augusto Ramírez Ponce (hulpbisschop: 5 december 1972 - 11 februari 1996)
  - Vicente Ramón Hernández Peña (hulpbisschop: 3 mei 1974 - 28 januari 1976)
  - Alfredo José Rodríguez Figueroa (hulpbisschop: 24 juli 1974 - 12 maart 1987)
  - Miguel Delgado Avila (hulpbisschop: 13 juli 1979 - 16 november 1991)
- José Alí Lebrún Moratinos (24 mei 1980 - 27 mei 1995; coadjutor sinds 21 september 1972)
  - José Vicente Henriquez Andueza (hulpbisschop: 1985 - 24 juni 1987)
  - Ubaldo Ramón Santana Sequera (hulpbisschop: 4 april 1990 - 2 mei 1991)
  - Diego Rafael Padrón Sánchez (hulpbisschop: 4 april 1990 - 7 mei 1994)
  - Mario del Valle Moronta Rodríguez (hulpbisschop: 4 april 1990 - 2 december 1995)
  - Roberto Antonio Dávila Uzcátegui (hulpbisschop: 23 juni 1992 - 12 december 2005)
- Antonio Ignacio Velasco Garcia (27 mei 1995 - 6 juli 2003)
  - Rafael Ramón Conde Alfonzo (hulpbisschop: 2 december 1995 - 21 augustus 1997)
  - José de la Trinidad Valera Angulo (hulpbisschop: 15 februari 1997 - 18 oktober 2001)
  - Pedro Nicolás Bermúdez Villamizar (hulpbisschop: 15 februari 1997 - 17 januari 2009; apostolisch administrator: 7 juli 2003 - 5 november 2005)
  - Saúl Figueroa Albornoz (hulpbisschop: 10 november 1997 - 30 april 2011)
- Jorge Liberato Urosa Savino (19 september 2005 - 9 juli 2018; hulpbisschop: 3 juli 1982 - 16 maart 1990)
  - Luis Armando Tineo Rivera (hulpbisschop: 9 februari 2007 - 23 juli 2013)
  - Jesús González de Zárate Salas (hulpbisschop: 15 oktober 2007 - 24 mei 2018)
  - Fernando José Castro Aguayo (hulpbisschop: 27 juni 2009 - 4 augustus 2015)
  - Tulio Luis Ramírez Padilla (hulpbisschop: 4 april 2012 - 11 december 2020)
  - José Trinidad Fernández Angulo (hulpbisschop: 17 april 2014 - 15 juli 2021)
  - Enrique José Parravano Marino (hulpbisschop: 27 april 2016 - 19 juli 2019)
  - Ricardo Aldo Barreto Cairo (hulpbisschop: 17 september 2019 - 11 januari 2024)
  - Carlos Eduardo Márquez Delima (hulpbisschop: 23 december 2021 - heden)
  - Lisandro Alirio Rivas Durán (hulpbisschop: 23 december 2021 - heden)
- Baltazar Enrique Porras Cardozo (17 januari 2023 - heden; apostolisch administrator sinds 9 juli 2018)

## Galerij van afbeeldingen

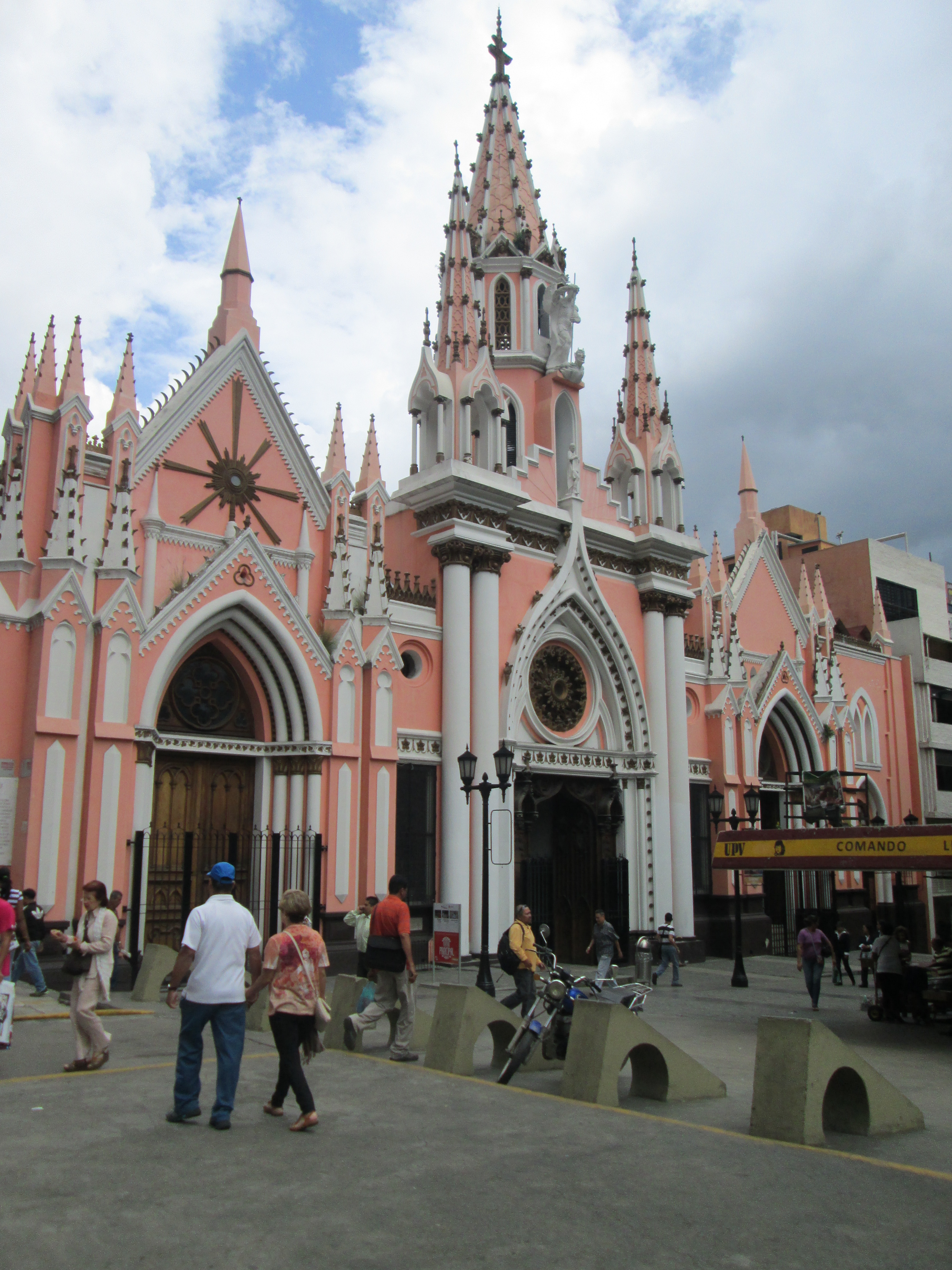
Basiliek Santa Capilla
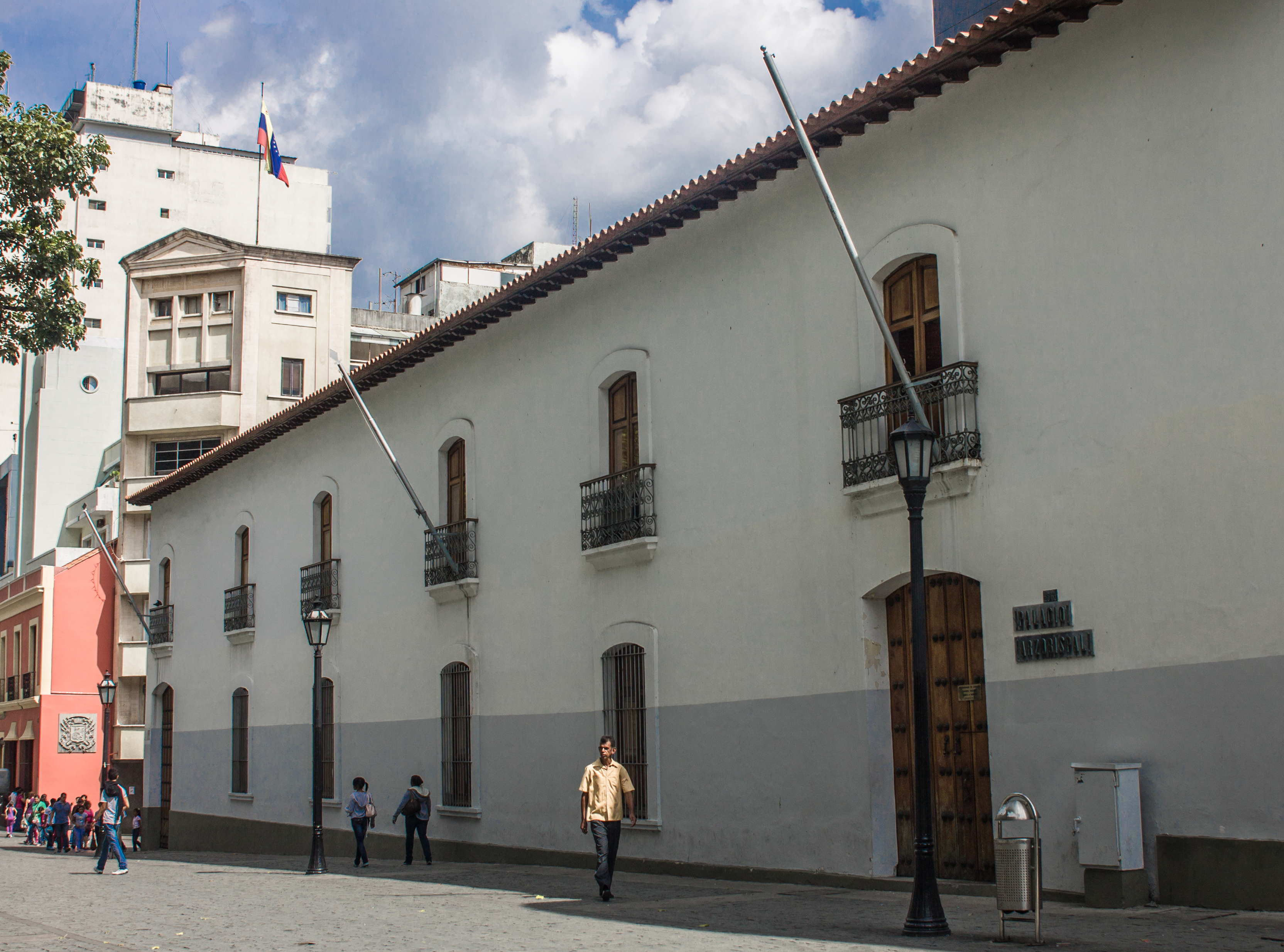
Aartsbisschoppelijk paleis

Caracas (aartsbisdom) · Guarenas · La Guaira · Los Teques · Petare